# 环境治理
环境治理，是指针对在人类社会发展发展过程中所引起的对土地、水资源、大气等一系列的资源的污染破坏而采取的预防与治理措施。